# 摩多羅神
摩多羅神為日本天台宗延曆寺常行三昧堂的守護神、玄旨歸命壇的本尊，又名摩怛利神、摩怛羅神及摩都羅神等。

## 概要

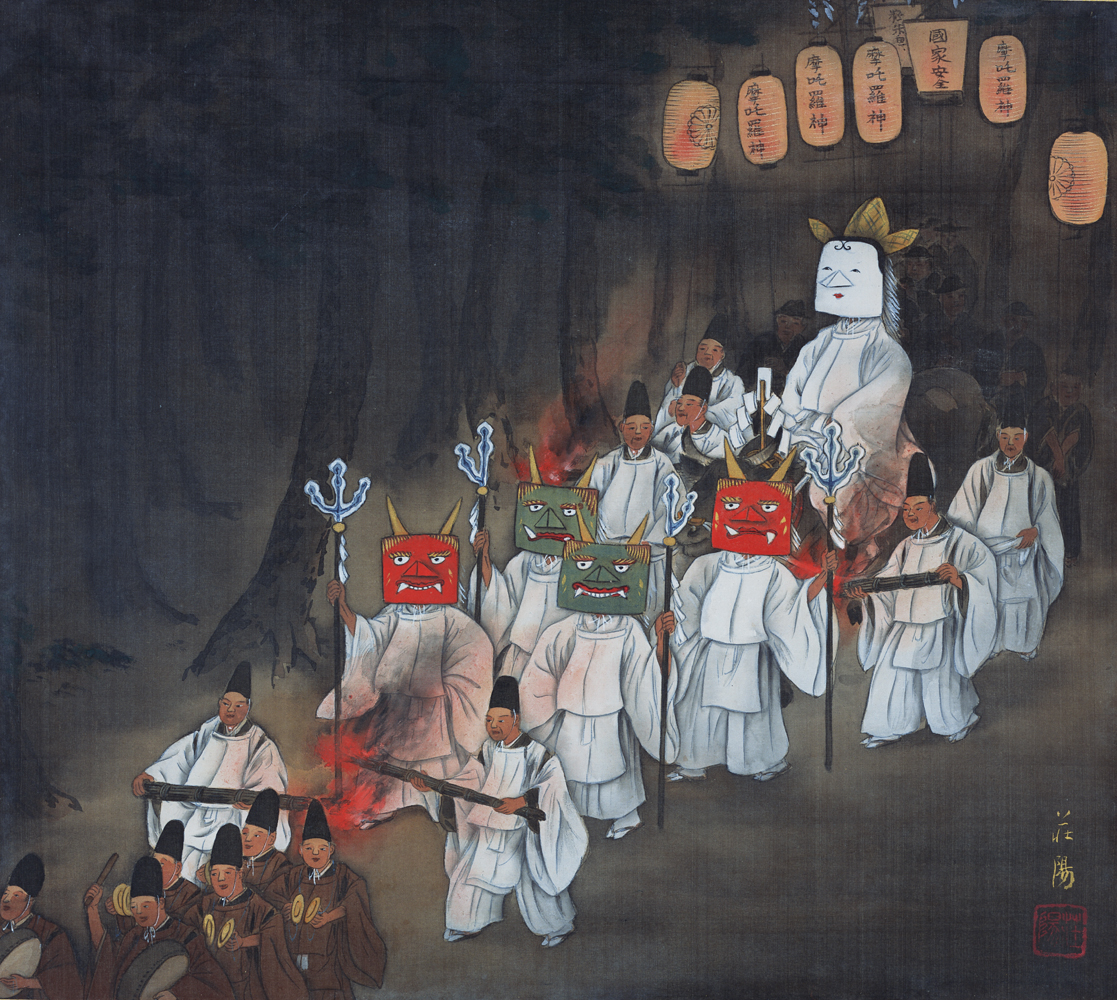
《都年中行事畫帖》所繪牛祭的摩多羅神

根據守覺法親王《北院御室拾要集》的說明，摩多羅神的神格是「夜叉神」，是「會預告吉凶的神」。又據《溪嵐拾葉集》第卅九所載「常行堂摩多羅神之事」，天台宗三祖圓仁（慈覺大師）赴唐五台山習得三昧念佛之法，歸國之際於船上感得摩多羅神之聲，故於比叡山修建常行三昧堂，始修此法。不過也有人考證，摩多羅神的祭祀起始於平安時代末期、鎌倉時代初期屬於天台宗的惠檀二流，特別是檀那流的玄旨歸命壇成立之時。
直至江戶時代，天台宗行灌頂儀式時祭祀此神明；而在民間信仰裡，一般將此神與大黑天習合，被視為會招福的福德神。此外，向荼吉尼祈求治療疾病、延長壽命的「能延六月法」，據說也和此神有所關聯。另有一說京都市右京區廣隆寺牛祭的祭神，乃是僧都源信勸請此神作為念佛的守護神，不過也有人認為是東寺的夜叉神。
摩多羅神的形象為頭戴唐製幞巾、身著和式狩衣、左手執鼓、右手持鼓槌擊打；其身旁常伴隨丁禮多（日语：ていれいた）、爾子多（日语：にした）二童子像，三尊神像象徵貪、瞋、癡等三毒。二童子像頭頂風折烏帽子、左手持笹、右手執茗荷。也有摩多羅神像之兩腋夾著竹和茗荷，頭頂有雲，其間描繪北斗七星，此乃其曼荼羅。至於跟大黑天習合的場合，則以大黑天神像顯現。

## 內部連結
- 天台宗

## 外部連結
- （日語）